# 基尔堡
基尔堡（德語：Kyllburg，發音：[ˈkɪlbʊʁk] ⓘ）是德国莱茵兰-普法尔茨州比特堡-普吕姆艾费尔山县的城市，面积4.62平方千米，2023年12月31日人口为958人。